# Turin papyruskartan

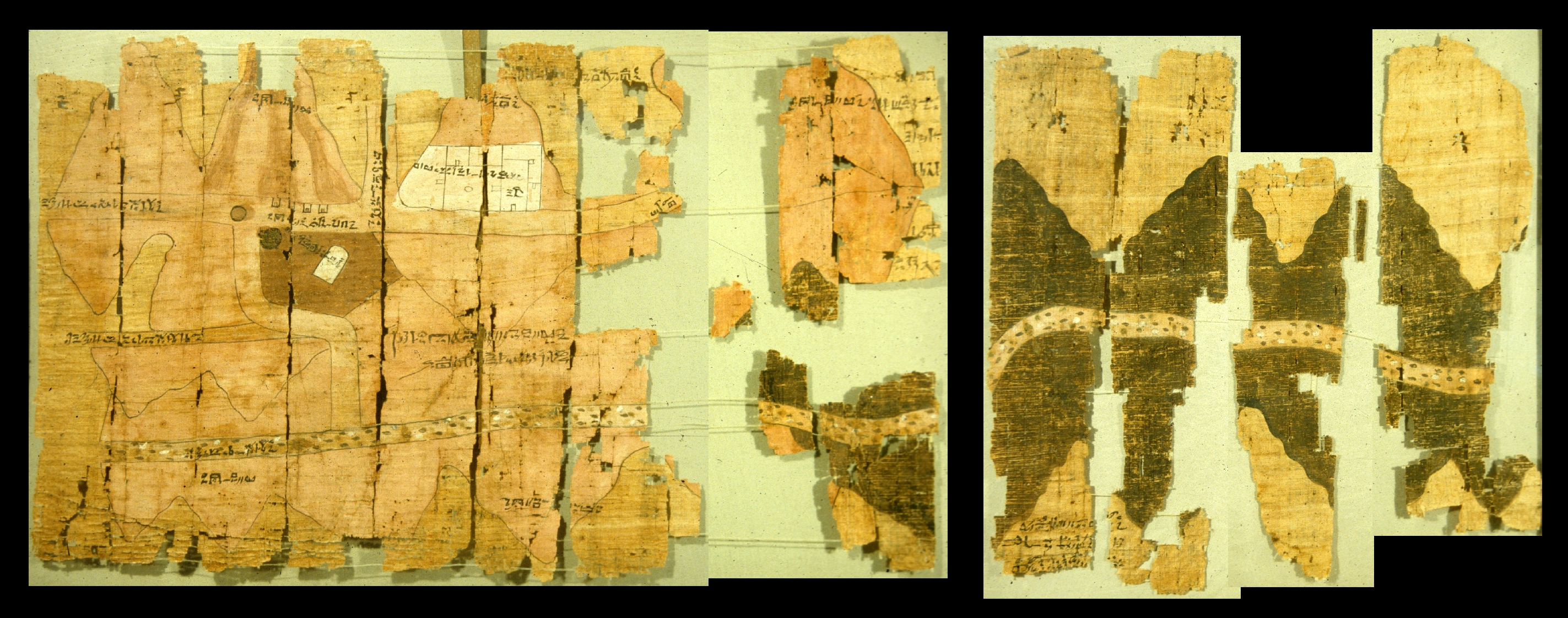
Turin papyruskartans vänstra del.

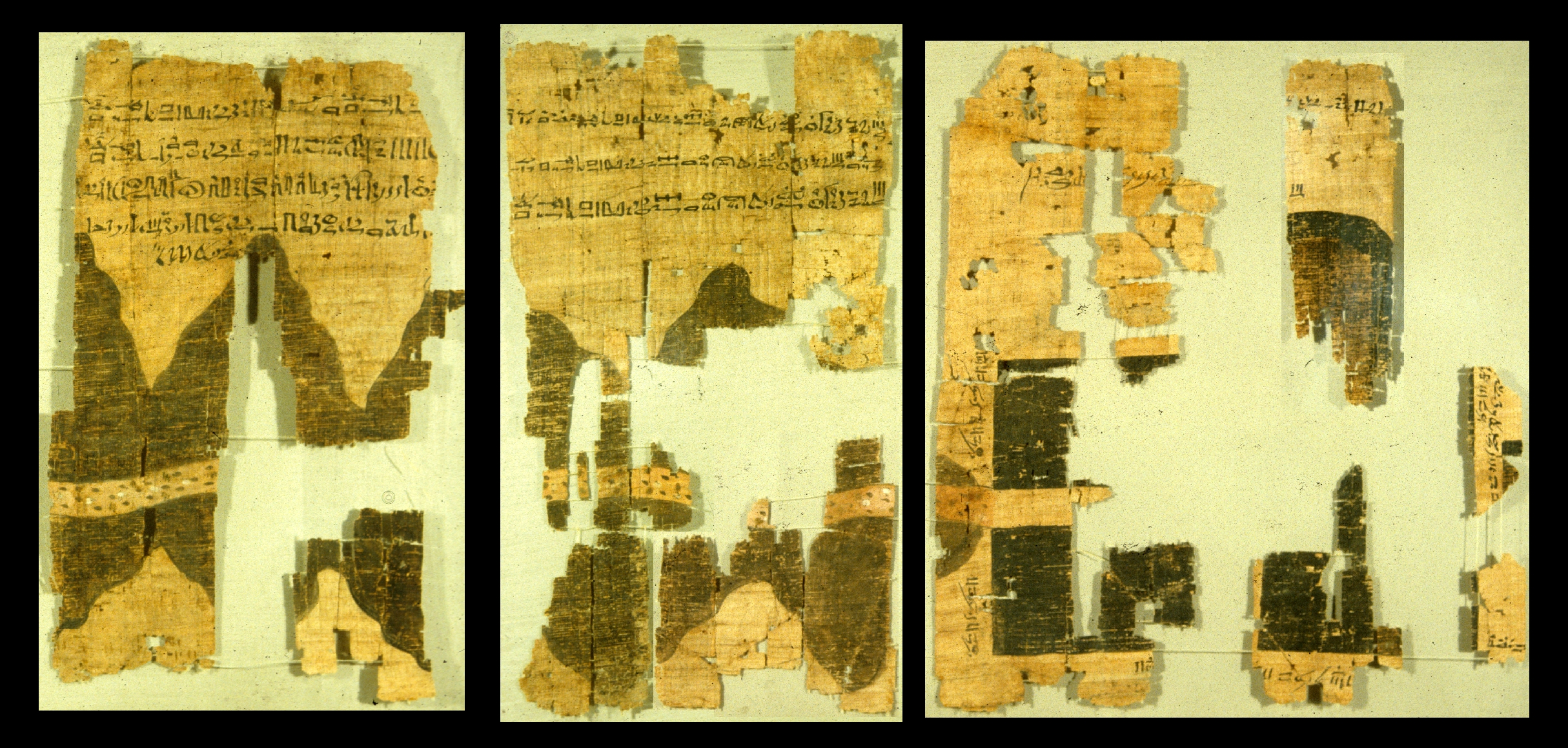
Turin papyruskartans högra del.

Turin papyruskartan (Papyrus Torino) är ett papyrusfynd från Forntidens Egypten och innehåller den äldsta bevarade geologiska och topografiska kartan. Manuskriptet dateras till cirka 1300-talet f.Kr. och förvaras idag på Egyptiska museet i Turin.

## Manuskriptet
Turin papyruskartan är endast en fragmenterad papyrusrulle, rullens storlek är cirka 282 × 41 cm. Kartan visar både topografiska och geologiska detaljer  och föreställer ett cirka 15 kilometer långt områd kring Wadi Hammamat i östra Egypten. Wadi Hammamat syns som en linje mellan Nilen och Röda havet och Papyrusen omfattar 2 sektioner.
Den ena sektionen visar fyndplatser för olika metaller som guld, silver och andra metaller. Avsnittet visar 2 stora färdleder genom berg i rosa färg. Bergen framställs som de typiska bergen i wadiområden.
Den andra sektionen är starkt fragmenterad och visar olika färdleder till fyndplatser och stenbrott för bekhen (en form av sandsten) som användes till byggandet av Stele, tempel och sarkofager.
Kartan framställdes troligen i samband med en expedition till området under ledning av Ramses IV,  Avstånden mellan olika platser är angiven kartan och visar även bosättningen Bir Umm Fawakhir.
Texten är skriven i hieratisk skrift  och manuskriptet dateras till mellan 1150 och 1125 f. Kr. under Egyptens tjugonde dynasti.

## Historia
Det är inte känt när papyruskartan upptäcktes. Åren 1814-1821 sammanställde italienske Bernardino Drovetti (Napoleon I:s egyptiske Prokonsul) en privat papyrussamling. Troligen skaffade han papyrusen kring Deir-el-Medineh nära Thebe i Egypten. 1824 sålde Drovetti samlingen inklusive kartan till Karl Felix av Sardinien.
Senare donerades kartan till Egyptiska museet i Turin. Papyrusen är bland de äldsta bevarade manuskripten inom Kartografin.
Manuskriptens arkivnummer på Museo Egizio är Papyrus Torino nr 1869, 1879 och 1899.